# Ліндон (округ Шебойган, Вісконсин)
Ліндон (англ. Lyndon) — місто (англ. town) в США, в окрузі Шебойґан штату Вісконсин. Населення — 1526 осіб (2020).

## Демографія
Згідно з переписом 2010 року, у місті мешкали 1542 особи в 589 домогосподарствах у складі 458 родин. Було 692 помешкання
Расовий склад населення:
| - 98,2 % — білих - 0,3 % — азіатів - 0,1 % — корінних американців - 0,1 % — чорних або афроамериканців |

До двох чи більше рас належало 0,9 %. Частка іспаномовних становила 1,7 % від усіх жителів.
За віковим діапазоном населення розподілялося таким чином: 20,8 % — особи молодші 18 років, 65,4 % — особи у віці 18—64 років, 13,8 % — особи у віці 65 років та старші. Медіана віку мешканця становила 45,4 року. На 100 осіб жіночої статі у місті припадало 110,1 чоловіків;  на 100 жінок у віці від 18 років та старших — 111,4 чоловіків також старших 18 років.
Середній дохід на одне домашнє господарство  становив 97 012 долари США (медіана — 80 750), а середній дохід на одну сім'ю — 106 578 доларів (медіана — 87 132). Медіана доходів становила 59 125 доларів для чоловіків та 45 667 доларів для жінок. За межею бідності перебувало 6,2 % осіб, у тому числі 10,8 % дітей у віці до 18 років та 0,0 % осіб у віці 65 років та старших.
Цивільне працевлаштоване населення становило 847 осіб. Основні галузі зайнятості: виробництво — 31,3 %, освіта, охорона здоров'я та соціальна допомога — 14,6 %, науковці, спеціалісти, менеджери — 10,4 %, роздрібна торгівля — 8,9 %.